# STS-63

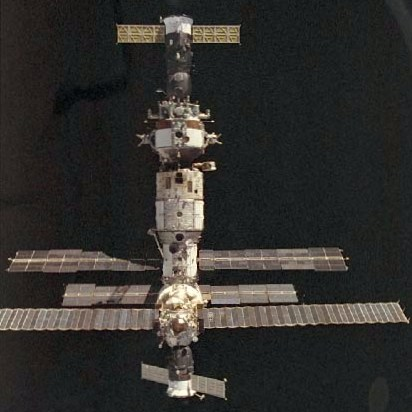
Mir gezien vanaf de Discovery tijdens STS-63, met de Sojoez TM-20 vanaf boven.

STS-63, voluit Space Transportation System-63, was de tweede missie van het Amerikaans-Russische Shuttle-Mirprogramma dat als doel had om in een baan om het Russische ruimtestation Mir te komen. Deze missie werd ook wel Near-Mir genoemd. De missie werd uitgevoerd door spaceshuttle Discovery, die gelanceerd werd op 3 februari 1995 om 05:22:04 am UTC vanaf Lanceercomplex 39B. Het was een nachtelijke lancering en de 20ste missie voor de Discovery. Het was ook de eerste keer dat de spaceshuttle een vrouwelijke piloot aan boord had, Eileen Collins.

## Bemanning
- Bevelhebber: James Wetherbee (3)
- Piloot: Eileen Collins (1)
- Missie Specialist: Michael Foale, Ph.D. (3)
- Missie Specialist: Janice E. Voss, Ph.D. (2)
- Missie Specialist: Bernard A. Harris, Jr., M.D. (2)
- Kosmonaut: Vladimir G. Titov (4) - Rusland

## Missieparameters
- Massa: 8.641 kg
- Perigeum: 275 km
- Apogeum: 342 km
- Glooiingshoek: 51.6°
- Omlooptijd: 92,3 min.

- Dichtste bij Mir: 11 meters; 6 februari 1995 - 19:23:20 UTC

### Ruimtewandelingen
- Foale and Harris  - EVA 1
- EVA 1 Start: 9 februari, 1995 - 11:56 UTC
- EVA 1 Einde: 9 februari, - 16:35 UTC
- Duur: 4 uur, 39 minuten